# Michael Wolgemut
Michael Wolgemut (eller Wohlgemuth) (født 1434 i Nürnberg, død 30. november 1519 i Nürnberg.) var en tysk kunstmaler og billedkunstner.
Han var elev af Hans Pleydenwurff og blev en af de vigtige repræsentanter for den sene franske skole. Da Pleydenwurff døde, overtog Wolgemut hans værksted, og hans søn Wilhelm Pleydenwurff arbejdede som assistent for Wolgemut. Her lavede han altertavler i sengotisk stil, som Nürnberg var kendt for. Derudover udførte han omkring 1.800 træsnit. Han arbejdede bl.a. for kurfyrste Frederik 3. af Sachsen, hvis Schloss Wittenberg han udsmykkede. Sammen med Wilhelm Pleydenwurff udførte han illustrationerne i Hartmann Schedels Nürnberg krøniken fra 1493.
Han var lærer for bl.a. Albrecht Dürer.